# میل علی‌آباد
میل علی‌آباد یا برج علی‌آباد مربوط به دوره سلجوقی است و در شهرستان قم، بخش مرکزی، گردنه علی‌آباد واقع شده است. این اثر در تاریخ ۱۹ اسفند ۱۳۸۰ با شماره ثبت ۴۸۶۰ به عنوان یکی از آثار ملی ایران به ثبت رسیده است.